# Куликов, Яков Павлович
Яков Павлович Куликов (24 февраля 1915 года, село Чеково, Владимирская губерния — 9 апреля 1995 год, Днепропетровск, Украина) — украинский советский и коммунистический деятель, директор Ждановского металлургического завода «Азовсталь» имени Орджоникидзе, министр чёрной металлургии Украинской ССР. Герой Социалистического Труда (1958). Лауреат Государственной премии УССР. Депутат Верховного Совета СССР 7 — 10 созывов и депутат Верховного Совета УССР 6 созыва. Член ЦК КПУ (1956—1960, 1966—1986).

## Биография
Родился 24 февраля 1915 года в крестьянской семье в селе Чеково Владимирской губернии (сегодня — Юрьев-Польский район Владимирской области).
Трудовую деятельность начал в 15-летнем возрасте учеником слесаря на станции Монетная около города Екатеринбурга. Окончил фабрично-заводскую школу, после чего работал слесарем. С 1933 по 1938 год — учёба в Сибирском металлургическом институте.
В 1938—1939 годах — диспетчер, газовщик, начальник смены доменного цеха Мариупольского завода «Азовсталь» Сталинской области.
В 1939 году был призван в Красную Армию. Участвовал в Великой Отечественной войне. Служил командиром бронетанкового взвода 12-й отдельной роты охраны штаба 14-й армии Карельского фронта.
В 1942 году вступил в ВКП(б).
Служебная карьера
После демобилизации в 1945 году возвратился в Мариуполь, где продолжил трудиться на заводе «Азовсталь». Был начальником смены и начальником доменного цеха. С 1952 по 1954 год — главный инженер и с 1954 по 1956 год — директор завода «Азовсталь».
С 1956 по 1958 год — начальник Главного управления металлургической промышленности Министерства чёрной металлургии Украинской ССР.
С 1958 по 1961 год — начальник Управления металлургической промышленности Совета народного хозяйства Сталинского экономического административного района (совнархоза).
В 1958 году удостоен звания Героя Социалистического Труда «за выдающиеся успехи, достигнутые в деле развития чёрной металлургии».
С 1961 по 1965 год — заместитель председателя Украинского Совета народного хозяйства (Укрсовнархоза).
С 23 октября 1965 года по 25 ноября 1981 года — министр чёрной металлургии Украинской ССР.
Автор более ста научных статей, четырех книг по металлургии, восьми изобретений.
В 1981 году вышел на пенсию.
Весной 1989 года избран народным депутатом СССР от Всесоюзной организации ветеранов войны и труда. Председатель Днепропетровского областного совета ветеранов войны, труда и Вооруженных Сил..
Проживал в Днепропетровске.
Скончался 9 апреля 1995 года, похоронен на Запорожском кладбище города Днепра.

## Награды
- Герой Социалистического Труда — указом Президиума Верховного Совета СССР от 19 июля 1958 года
- Орден Ленина — дважды
- Орден Красной Звезды (27.10.1944)
- Орден Трудового Красного Знамени
- Орден Октябрьской Революции
- Орден «Знак Почёта»
- Орден Отечественной войны 2 степени (11.03.1985)